# Compagnie (entreprise)
Pour les articles homonymes, voir Compagnie.
Une compagnie est une forme d'organisation d'entreprise.

## Droit par pays

### Droit canadien
En droit canadien et québécois, le mot compagnie est synonyme de société par actions. Cependant, pour adopter une terminologie plus rigoureuse et afin de moderniser sa législation en matières de sociétés, le législateur québécois a abrogé la majeure partie de la Loi sur les compagnies et a adopté la Loi sur les sociétés par actions.

### Droitfrançais
C'est une association ou un groupement de personnes individuelles réelles et/ou d'autres sociétés, qui fournissent chacun une certaine forme de capital. Ce groupe a un objectif commun ou un centre commun, habituellement, le but d'engendrer des bénéfices. Ce groupement, groupe ou association de personnes, peut être prévu dans le cadre de la loi, et alors une compagnie est en soi considérée comme une personnalité juridique. Le terme « compagnie » est né du fait que, au moins à l'origine, elle représentait ou était détenue par plus d'une personne réelle ou juridique.

### États-Unis
Aux États-Unis, une entreprise n'est pas nécessairement une société. Par exemple, une entreprise peut être une "société, un partenariat, une association, une société à actions, un trust, un fonds, ou un groupe organisé de personnes, qu'ils soient incorporés ou non, et (dans une capacité officielle) tout receveur, administrateur en faillite, ou officiel similaire, ou agent de liquidation, pour tout ce qui précède",,.

### Royaume-Uni
Selon le droit anglais et dans les juridictions qui en sont issues, une entreprise est une société à responsabilité limitée ou une société enregistrée en vertu des Lois sur les sociétés ou d'une législation similaire. Les formes communes incluent :
- Sociétés privées à responsabilité limitée par garantie
- Société d'intérêt communautaire
- Organisation caritative incorporée
- Société en commandite par actions - la forme la plus courante d'entreprise
- Public limited company - sociétés, généralement de grande taille, qui sont autorisées à (mais ne sont pas obligées de) offrir leurs actions au public, par exemple sur une bourse

Au Royaume-Uni, un partenariat n'est pas légalement une entreprise, mais peut parfois être désigné (de manière informelle) comme une "entreprise". Il peut être appelé une "firme".